# 長脊天竺鯛
長脊天竺鯛（學名：Apogon hypselonotus），為輻鰭魚綱鈎頭魚目天竺鯛科天竺鯛屬下的一個種，分布於太平洋印尼及美屬薩摩亞海域，深度20至40公尺，體長可達4.5公分，棲息在礁石區，屬肉食性，夜行性，繁殖期時，雄魚具有口孵習性，卵約7日化成仔魚，由雄魚吐出，具短暫的仔魚飄浮期。